# 張宏濤

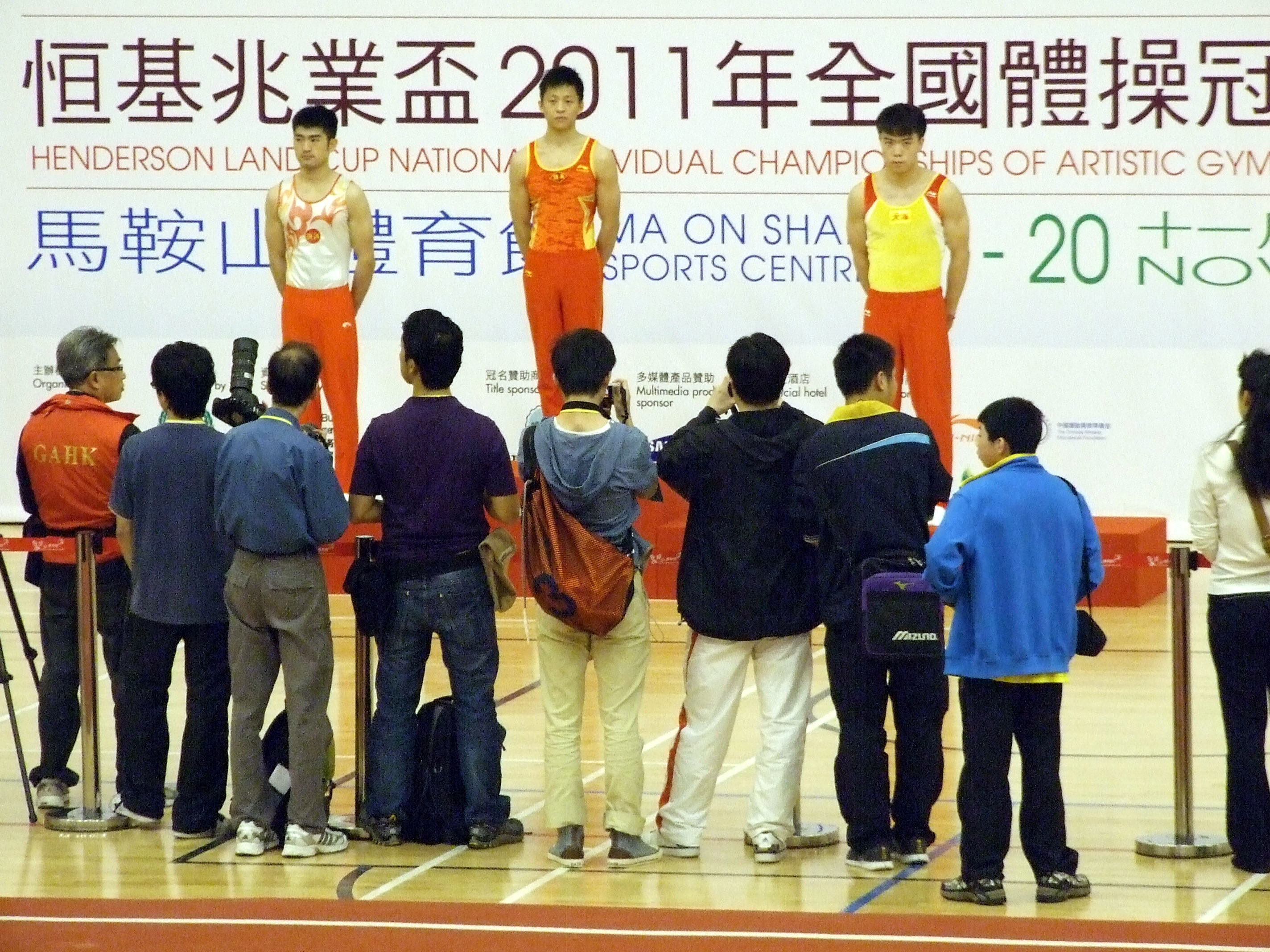
中间者

張宏濤（1986年4月9日—） ，生於陝西，中國男子體操運動員。強項是鞍馬。

## 介紹
於2005年，第十屆全國運動會獲得鞍馬銅牌後，進入國家體操隊。2009年获得世锦赛鞍马金牌。

## 相關新聞
- 世锦赛男子鞍马决赛 张宏涛完美夺冠中国获首金 （页面存档备份，存于）